# Xover TV
Xover TV är ett svenskt produktionsbolag som har producerat en rad TV-program om TV-spel. Xover TV:s program har sänts på Kanal Lokal 2006 – 2007 och på Aftonbladet TV7.

## Program från Xover TV
Kanalen som programmet sändes/sänds i står inom parentes.
- Game Bubbles (Kanal Lokal)
- Serious Fun (Kanal Lokal)
- Battle Room (Kanal Lokal)
- Gameplay (TV7)